# Melanchra rukavaarae
Melanchra rukavaarae är en fjärilsart som beskrevs av Hoffmann 1893. Melanchra rukavaarae ingår i släktet Melanchra och familjen nattflyn. Inga underarter finns listade i Catalogue of Life.